# Parque eólico de Scout Moor
El parque eólico de Scout Moor es el segundo mayor de Inglaterra. El parque, construido para Peel Wind Power Ltd, produce electricidad a partir de 26 aerogeneradores Nordex N80. Tiene una capacidad nominal total de 65 MW de electricidad, que proporciona 154.000 MW-h al año; suficiente para abastecer las necesidades medias de 40.000 hogares. El emplazamiento ocupa 545 hectáreas de páramo abierto entre Edenfield, Rawtenstall y Rochdale, y está dividido entre el distrito metropolitano de Rochdale, en el norte del Gran Manchester, y el distrito de Rossendale, en el sureste de Lancashire. Las turbinas son visibles desde el sur de Manchester, a 24-32 km.
Se formó un grupo de protesta para oponerse a la construcción propuesta, que contó con el apoyo del botánico y defensor del medio ambiente David Bellamy. A pesar de la oposición, en 2005 se concedió la licencia de obras y la construcción comenzó en 2007. Aunque las obras se vieron obstaculizadas por el mal tiempo, la dificultad del terreno y la actividad minera previa, el parque eólico se inauguró oficialmente el 25 de septiembre de 2008 tras "años de controversia" y con un coste de 50 millones de libras.
En 2012, Peel Energy vendió su participación del 50% en la instalación a la división de gestión de activos de Munich Re, MEAG. La otra participación del 50% también fue adquirida por MEAG a HgCapital Renewable Power Partners.

## Geografía
Scout Moor es un páramo de turberas y brezales situado en los Peninos meridionales, que alcanza una altitud máxima de 473 m en su cima, Top of Leach. La geología subyacente, una mezcla de roca dura y esquistos blandos, pertenece a grandes rasgos a las Medidas Inferiores del Carbón. La roca y las pizarras se meteorizan a ritmos diferentes, lo que da a la zona un paisaje de "escarpes escarpados separados por repisas inclinadas", aunque la cúpula principal del páramo es plana y redondeada. El páramo ocupa una superficie de unos 545 ha, de las cuales menos de 8,5 ha, aproximadamente el 2%, están ocupadas por el parque eólico.
Scout Moor Quarry, una mina a cielo abierto de 100 hectáreas (250 acres) situada en Edenfield, se utiliza para la extracción de arenisca, y antiguamente contaba con su propia línea de ferrocarril. La franja oriental del parque eólico de Scout Moor se extiende hasta Hail Storm Hill (también conocida como Cowpe Moss), uno de los 180 Marilyns de Inglaterra. La presencia de carbón bajo Scout Moor dio lugar a la explotación minera extensiva y no registrada de carbón a poca profundidad en la zona durante los siglos XVII y XIX. Socavones, pozos y filones de carbón de esa época marcan el paisaje.

## Historia
Un significado de scout es una larga cresta de roca que parece "salir disparada" horizontalmente. Se cree que la palabra es una corrupción del inglés antiguo sceot, que significa "tiro" o "disparar", lo que sugiere un asentamiento anglosajón en la localidad en una época muy antigua.
Aunque el Gobierno británico se ha fijado el objetivo de que en 2010 el 10% de la electricidad del país proceda de energías renovables, la energía eólica en el Reino Unido tiene un largo historial de controversias, con una tasa media de aprobación de permisos de planificación de sólo el 28% para los parques eólicos terrestres. En 2001, Scout Moor fue identificado como un emplazamiento excelente para un parque eólico. En 2002, Peel Holdings encargó a la consultora de estudios de mercado MORI que realizara una encuesta telefónica durante diecisiete días para recabar la opinión de los residentes de Bury, Rossendale y Rochdale sobre los parques eólicos en general y Scout Moor en particular. Los resultados mostraron que el 88% de los encuestados pensaba que los parques eólicos eran una idea muy o bastante buena, el 72% pensaba que el proyecto de Scout Moor era una idea muy o bastante buena y el 63% declaraba que la energía eólica era la fuente de energía preferida.

Parque eólico de Scout Moor desde el monumento a Peel en Ramsbottom

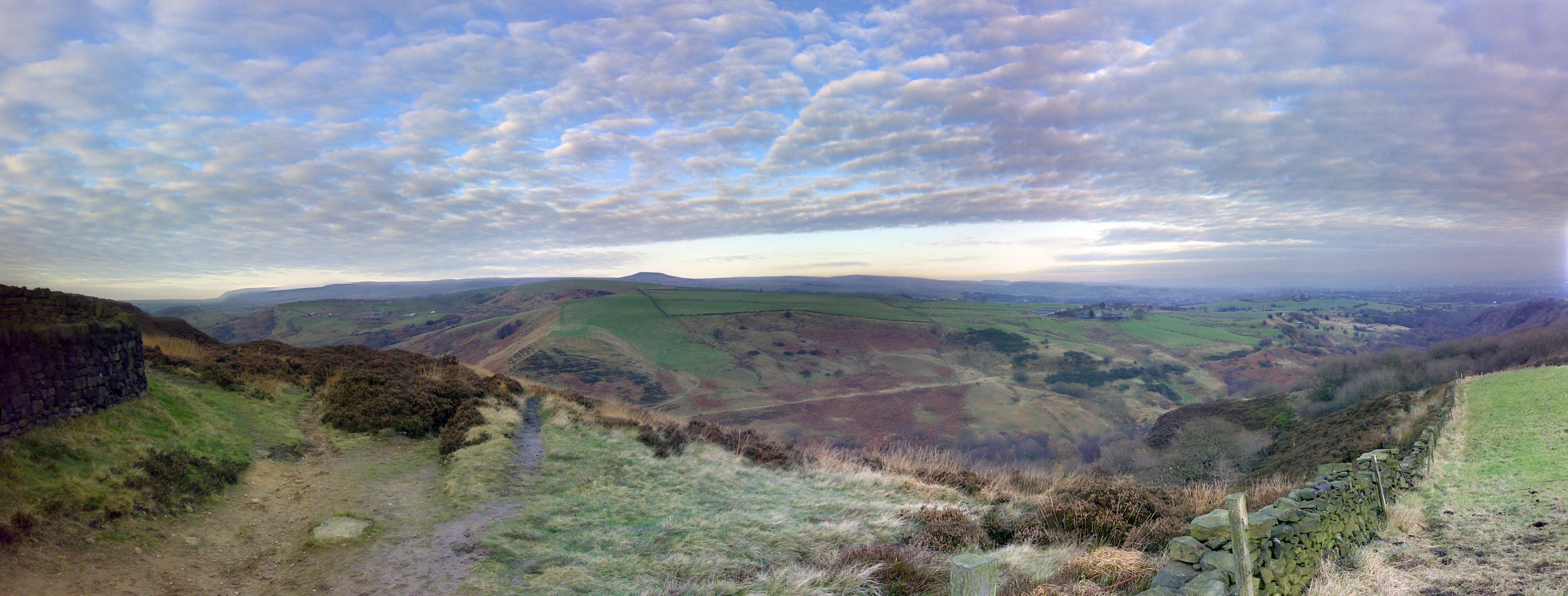
Vista hacia Scout Moor, cerca del valle de Cheesden, antes de la construcción del parque eólico.

La propuesta de construir un parque eólico, en una empresa conjunta de United Utilities y Peel Holdings, se anunció en 2003. Poco después se formó un grupo de presión, The Friends of Scout and Knowle Moor, y el 9 de septiembre de 2003 representantes del grupo asistieron a una reunión de la Junta de Área del Distrito Metropolitano de Bury, Ramsbottom y Tottington para oponerse a los planes. En la reunión, el portavoz del grupo declaró que, aunque apoyaban el uso de energías alternativas, consideraban que se trataba de una zona equivocada. Entre las objeciones figuraban que el proyecto era contrario al Plan de Desarrollo Unitario y al Cinturón Verde, y que afectaría negativamente a tierras comunales, campo abierto y zonas de importancia ecológica y especial valor paisajístico. El grupo también consideraba que el proyecto no se adaptaría al paisaje, afectaría negativamente a la turba, a los cursos de agua y a la fauna, y tendría un impacto visual gravemente perjudicial, además de causar molestias acústicas.
La segunda presentación corrió a cargo de un representante del parque eólico de Scout Moor, que defendió la necesidad de que Gran Bretaña produzca energía verde limpia, sin emisiones nocivas, para contrarrestar los crecientes peligros del calentamiento global. Continuó diciendo que el Reino Unido tiene menos parques eólicos que otros grandes países industriales de Europa, a pesar de ser un país más ventoso, y que el noroeste de Inglaterra tiene un historial particularmente pobre, con sólo un 1,3% de la electricidad generada a partir de energías renovables. Tras esta reunión, la campaña para oponerse a la propuesta cobró impulso, y en noviembre de 2003 se celebró una protesta en el páramo, encabezada por el activista medioambiental profesor David Bellamy.
Aunque el Consejo Municipal Metropolitano de Bury apoyó la propuesta, el Consejo del Condado de Lancashire, el Consejo Municipal Metropolitano de Rochdale y el Consejo Municipal de Rossendale plantearon objeciones, y en noviembre y diciembre de 2004 se celebró una consulta pública. En mayo de 2005, el Ministerio de Comercio e Industria autorizó formalmente la construcción del parque eólico, tras lo cual United Utilities vendió su participación en el proyecto y puso fin a su actividad. Se impusieron varias condiciones:

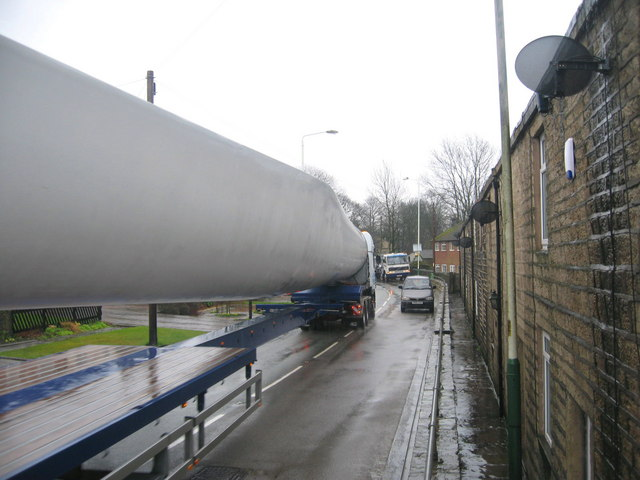
Una hoja de 40 metros que atraviesa Edenfield

En virtud del artículo 106 de la Ley de Ordenación del Territorio (1990), el solicitante deberá elaborar un plan de gestión del hábitat. Se han impuesto otras condiciones al proyecto:
- Las vías de acceso a todas las zonas hasta las bases de las turbinas y en torno a ellas permanecerán sin vallar. Se permitirá el acceso al emplazamiento durante toda la vida de la explotación a los miembros del público y al ganado de pastoreo.
- La construcción tendrá lugar fuera de la temporada de nidificación de las aves.
- Se realizará un estudio para determinar la presencia de tejones en la zona antes de que se lleve a cabo la urbanización.
- No se llevará a cabo ninguna construcción hasta que se haya realizado una investigación arqueológica completa.

Se han impuesto más condiciones a la autorización y el solicitante debe realizar varios estudios y evaluaciones antes de que pueda iniciarse el proyecto.
El 20 de abril de 2006, Janet Anderson (diputada por Rossendale y Darwen) preguntó a Margaret Beckett, entonces Secretaria de Estado de Medio Ambiente, Alimentación y Asuntos Rurales, si el proyecto cumplía las disposiciones de la Ley de los Comunes relativas a la protección y el acceso público a las tierras comunales. La respuesta de Jim Knight (Subsecretario Parlamentario de Asuntos Rurales, Paisaje y Biodiversidad) fue la siguiente: «Estas solicitudes se presentan en virtud del artículo 147 de la Ley de cercamiento de 1845. En virtud de estas disposiciones, se tiene en cuenta el efecto del intercambio sobre el derecho legal de acceso del público en general a la tierra. Las futuras disposiciones de la ley de los comunes no son relevantes".

### Construcción

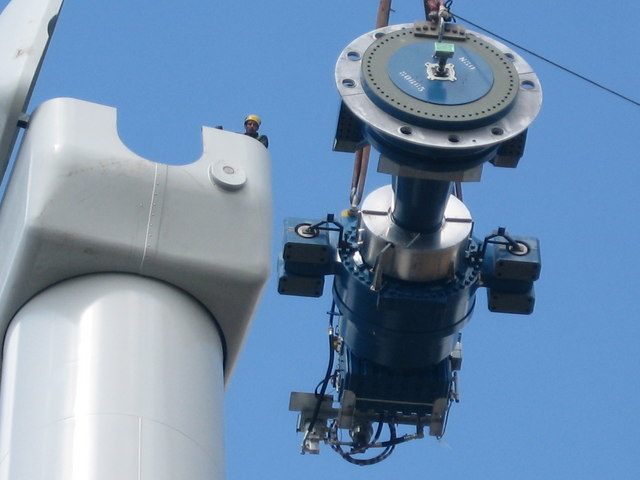
Colocación de la caja de cambios, el eje del rotor y el conjunto del freno

El diseño detallado del proyecto se completó durante el verano de 2006 y la construcción comenzó en enero de 2007. La primera tarea consistió en construir una carretera de acceso estable, pero el páramo estaba cubierto por una capa de turba con escasa capacidad de carga. Además, toda la zona había sido objeto de una explotación minera extensiva de carbón durante el siglo XIX y principios del XX, por lo que existía la posibilidad de que se produjeran hundimientos. Para resolver estos problemas, se rellenaron los huecos mineros y se construyó una carretera flotante, utilizando un complejo sistema de geotextiles y geomallas para evitar el hundimiento de la carretera. Para ello se colocó una base de grava triturada, reforzada con rejillas de poliéster y polipropileno, para salvar los posibles huecos de la mina y garantizar que el material de la capa de base superara la débil resistencia al corte del subsuelo. Los aerogeneradores llegaron a Scout Moor por partes, transportados en grandes vehículos de mercancías por la autopista M66 hasta Edenfield, en un convoy de entrega que duró 76 días.

Las condiciones meteorológicas dificultaron la construcción del parque eólico a los equipos del contratista McNicholas y del proveedor alemán de turbinas Nordex. Durante las fases finales, el director de proyecto de McNicholas declaró:
El clima ha sido sin duda el mayor desafío al que nos hemos enfrentado aquí. Hemos trabajado con vientos de más de 120 millas por hora y temperaturas de hasta 12 grados centígrados bajo cero, lo que equivale a 25 bajo cero con el factor de enfriamiento por viento. He trabajado en muchos proyectos de construcción de parques eólicos, pero las condiciones adversas han hecho de éste uno de los más difíciles... Nos hemos gastado 30.000 libras en equipos de protección individual para los trabajadores. Mantenerlos calientes, alimentados y en movimiento en estas condiciones es un enorme proyecto de gestión humana, pero lo conseguimos.
El parque eólico, que se extiende a lo largo de casi 3,2 km de páramo abierto entre Edenfield, Rawtenstall y Rochdale, se inauguró oficialmente el 25 de septiembre de 2008 y era en ese momento el mayor parque eólico terrestre de Inglaterra. A 26 de agosto de 2008, 21 de las 26 turbinas habían entrado en funcionamiento y se habían exportado 4.000 MW-h de electricidad a la red nacional. Las turbinas son visibles desde el sur de Manchester, a 24-32 km de distancia, y se espera que produzcan electricidad suficiente para satisfacer las necesidades de 40.000 hogares en promedio. Scout Moor tiene capacidad para producir un total de 65 MW, frente a los 90 MW de Kentish Flats, el mayor parque eólico marino del Reino Unido. El coste total del proyecto de Scout Moor fue de 50 millones de libras, pero Peel Holdings espera que las turbinas estén en funcionamiento al menos 25 años. Desde su inauguración, el parque eólico «se ha convertido en una auténtica atracción turística»; un calendario con fotografías de la construcción del parque eólico ha aparecido en noticias locales.

## Planes para el futuro
A lo largo de la vida útil del parque eólico, Peel Wind Power Ltd, filial energética de Peel Holdings, aportará hasta 500.000 libras esterlinas para ayudar a los propietarios a crear zonas biodiversas en las tierras que rodean el páramo. Uno de los principales hábitats que se prevé mejorar y recrear en el marco del Plan de Mejora de los Hábitats es el de las turberas altas y los hábitats importantes para las alondras y las aves zancudas en la periferia del páramo. Para recibir financiación, los propietarios de terrenos situados en una zona determinada tendrán que presentar una solicitud a un grupo formado por representantes de Peel, las autoridades locales y expertos ecológicos independientes. Este grupo se reunirá periódicamente a lo largo del año.
Peel Wind Power es miembro de RenewableUK y afirma en su perfil de miembro que busca activamente nuevas oportunidades en el sector de las energías renovables. En noviembre de 2008, la empresa anunció un acuerdo de dos años para estudiar el desarrollo de parques eólicos en terrenos propiedad de UK Coal. Si los 14 emplazamientos incluidos en el acuerdo se desarrollaran con éxito, tendrían potencial para 54 aerogeneradores que generarían hasta 133 megavatios de potencia. El director de Peel Energy, Steven Underwood, ha declarado «Este acuerdo es un paso importante para Peel Energy, ya que amplía significativamente su cartera de proyectos en tierra firme y le permite acceder a algunos de los mejores emplazamientos potenciales de parques eólicos del Reino Unido». El grupo Peel posee una participación del 28% en UK Coal.
En una reunión privada celebrada en mayo de 2007 entre los promotores, EnergieKontor UK, y concejales locales invitados, se presentaron planes para otro gran parque eólico de 24 turbinas en los páramos de la cercana Haslingden, que abarcan Thirteen Stone Hill y Oswaldtwistle Moor. Tras la reunión, Catherine Pilling, concejala liberal demócrata de Rossendale, expresó su opinión de que la belleza natural del valle de Rossendale estaba amenazada, ya que los promotores de parques eólicos la tenían cada vez más en el punto de mira: «Nuestro partido está muy a favor de las energías renovables -dijo-, pero Rossendale es una zona de extraordinaria belleza, y hay que preguntarse: ¿construirían algo similar en el Distrito de los Lagos? « El líder del Rossendale Borough Council, Duncan Ruddick, que representa al distrito electoral de Worsley en Rossendale, el lugar propuesto para el nuevo parque eólico, dijo que estaba en contra de los parques eólicos y que haría campaña en contra e intervendría en la comisión de Control del Desarrollo cuando llegara el momento. El líder de los concejales laboristas locales también se opuso al plan, afirmando que le preocupaba el tamaño de las turbinas y que el impacto visual en los «hermosos páramos de West Pennine» sería devastador. El Consejo de Hyndburn concedió el permiso de planificación para el desarrollo en marzo de 2010.

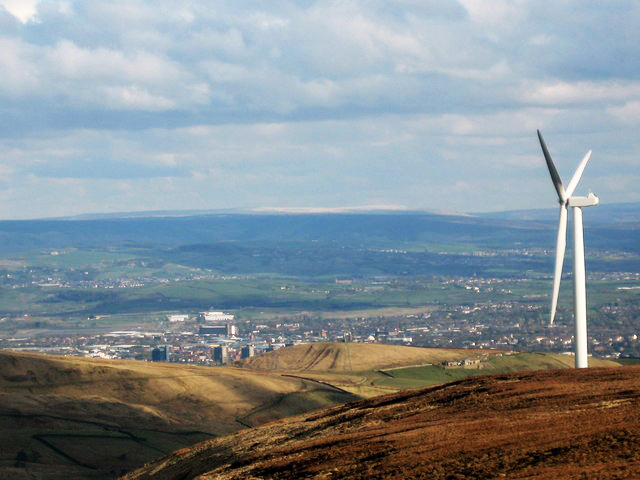
Torre de turbina #9 con vistas a Rochdale

En agosto de 2015, el comité de control del desarrollo del Ayuntamiento de Rossendale concedió permiso de obras para añadir 14 turbinas más en Scout Moor y crear lo que se cree que sería el mayor parque eólico terrestre de Inglaterra, pero los planes suscitaron muchas objeciones de los residentes y los diputados locales lanzaron dos peticiones en contra del plan. En 2017, el Secretario de Estado para las Comunidades y el Gobierno Local, el diputado Sajid Javid, anuló la decisión del consejo de Rossendale, pero dijo que estaba «dispuesto a aprobar» dos turbinas adicionales en Rochdale con una altura máxima de 115 metros, sujeto a condiciones, lo que potencialmente ampliaría Scout Moor a 28 turbinas.

## Especificaciones
| Fabricante                                            | Nordex                                                                 |
| Modelo                                                | N80                                                                    |
| Altura de la torre                                    | 60 metros (197 pies)                                                   |
| Longitud de la cuchilla                               | 40 metros (131 pies)                                                   |
| Altura máxima total                                   | 100 metros (328 pies)                                                  |
| Peso de la turbina                                    | 250 toneladas (250 toneladas largas; 280 toneladas cortas)             |
| Máximo efecto de la turbina                           | 2,5 megavatios (3.400 CV)                                              |
| Capacidad nominal total (potencia máxima)             | 65 megavatios (87.000 CV)                                              |
| Electricidad generada al año                          | 154.000 MW⋅h (550 TJ)                                                  |
| Factor de capacidad                                   | 27%                                                                    |
| Total de dióxido de carbono (CO2) desplazado al año   | 160.000 toneladas (160.000 toneladas largas; 180.000 toneladas cortas) |
| Total de dióxido de azufre (SO2) desplazado al año    | 2.000 toneladas (2.000 toneladas largas; 2.200 toneladas cortas)       |
| Total de óxidos de nitrógeno (NOx) desplazados al año | 570 toneladas (560 toneladas largas; 630 toneladas cortas)             |

### Factor de capacidad
Como las cifras que figuran en el cuadro anterior se publicaron antes de que las turbinas hubieran estado en funcionamiento durante un año completo, se trata de cifras proyectadas y no registradas. La velocidad del viento no es constante, por lo que la producción anual de energía de un parque eólico nunca alcanza la suma de la potencia nominal del generador multiplicada por el total de horas de un año. La relación entre la productividad real de un año y este máximo teórico se denomina factor de capacidad. Los factores de capacidad típicos se sitúan entre el 20% y el 40%, con valores en el extremo superior de la horquilla alcanzados en emplazamientos especialmente favorables. El factor de capacidad previsto para el parque eólico de Scout Moor, calculado a partir de las cifras proyectadas por la empresa, es del 27%. El factor de capacidad real calculado a partir de los datos publicados por OFGEM entre enero de 2012 y diciembre de 2014 (tres años de datos) fue del 29,08%.